# Sekemre
Sekemrekutavi Kabau je bil faraon iz zgodnje Trinajste egipčanske dinastije, ki je vladala v drugem vmesnem obdobju Egipta. Po egiptologu Kimu Ryholtu je bil šestnajsti vladar dinastije, ki je vladal tri leta od 1775 do 1772 pr. n. št. Thomas Schneider njegovo vladavino umešča v leta 1752-1746 pr. n. št., Jürgen von Beckerath pa meni, da je bil tretji vladar dinastije. Kot vladar Trinajste dinastije je najverjetneje vladal na ozemlju od Memfisa do Asuana in morda v zahodni delti Nila.

## Dokazi
Sekemreja ni niti na Torinskem niti katerem drugem seznamu kraljev. Po mnenju Kima Ryholta se v Torinskem seznamu kraljev njegovo ime  skriva za zapisom wsf  (dobesedno "pogrešan") v 17. vrstici 7. kolone seznama. Urednik seznama, sestavljenega v ramzeškem obdobju, je oznako wsf  uporabil na mestih, kjer je bila v izvirnem dokumentu, s katerega je prepisoval, praznina.
Sekemre je kljub temu dobro dokazan z arheološkimi najdbami. Na fragmentih arhitrava iz rdečega granita, odkritih v Bubastisu leta 1891, ki merijo 1,80 x 0,76 m, so odkrili njegovo Horove ime in prenomen. Arhitrav je zdaj v Britanskem muzeju (kataloška številka BM EA 1100). Na drugem arhitravu, odkritem v Tanisu, je razen njegovega imena tudi ime faraona Hora I. iz Trinajste dinastije. Darrell Baker in Ryholt iz tega sklepata, da je bil Sekemre Horov sin in morda njegov sovladar.
Ryholt in Baker sta prepričana, da arhitrava ne izvirata iz delte Nila, ampak iz Memfisa. Na najdišče so ju verjetno prinesli Hiksi, ki so veliko predmetov iz Memfisa prenesli predvsem v Avaris, pa tudi v Bubastis in Tanis. Mogoče je tudi, da sta arhitrava stala v Avarisu do vladavine Ramzesa II., ki je za gradnjo svoje prestolnice Pi-Ramesses porabil veliko gradiva iz Avarisa. Po porušenju Pi-Ramessesa v obdobju Enaindvajsete dinastije, so se spomeniki raznesli po celi Nilovi delti.
Sekemre je dokazan tudi z valjastim pečatnikom, ki je zdaj v Petriejevem muzeju (kataloška številka 11527),, štirih pečatih iz Uronartija in enem iz Mirgise, egipčanskih trdnjav v Nubiji.

## Identiteta
Sekemrejevo osebno ime (nomen) ni znano, zato tudi njegova identiteta ni poponoma določena. Ryholt domneva, da se je imenoval Sobek, ker je to ime dokazano na najdbah, ki so pripadale vladarju iz prve polovice Trinajste dinastije. Iz tega obdobja sta neznani imeni samo dveh faraonov, Sekemreja in Nerikareja, zato bi Sobek lahko bili Sekemrejevo ime.
Jürgen von Beckerath v nasprotju z Ryholtom trdi, da se je Sekemrejevo  osebno ime glasilo Pantjeni, zato ga istoveti s faraonom Pentinijem, ki je sicer dokazan na samo eni steli. Nadavno preučevanje te stele, ki ga je opravil Marcel Marée,  je von Beckerathovo hipotezo ovrglo. Marée je dokazal, da je stelo izdelala ista delavnica, morda celo isti mojster, ki je izdelala Pentinijevo in Rahotepovo stelo. Slednja je trdno datirana v zgodnjo Sedemnajsto dinastijo okoli 1580 pr. n. št., zato je moral Pentini vladati okoli 1600 pr. n. št., morda na koncu Šestnajste dinastije. Mogoče je tudi, da je bil Pentini iz Abidoške dinastije, ki je vladala v srednjem Egiptu od 1650 do 1600 pr. n. št.
Wolfgang Helck in Stephen Quirke Sekemreja enačita s  Sobekhotepom I. (v nekaterih virih Sobekhotep II.). Večina egiptologov ima njuno trditev za neskladno in napačno.